# Eynesbury
Eynesbury is een plaats in het Engelse graafschap Cambridgeshire. Het dorp ligt in het district Huntingdonshire en telt ca. 600 inwoners.
Eynesbury is sinds 1876 een deel van de stad St Neots, maar was daarvoor een zelfstandig dorp.